# KylieFever2002
Il Fever Tour, ufficialmente commercializzato come KylieFever2002, è il settimo tour della cantante Kylie Minogue.
Il successo del suo album Fever ha portato la popstar ad organizzare un tour mondiale con date in tutta Europa e Australia, iniziando a Cardiff il 26 aprile 2002 e terminando a Melbourne il 16 agosto 2002.
Nel Regno Unito ha registrato 25 date tutte esaurite, così come in Australia e in gran parte degli spettacoli europei.
Sebbene inizialmente non sia stata presa in considerazione l’idea di estendere il tour anche negli Stati Uniti, il crescente successo del nuovo album in America ha portato la Minogue a promuovere il disco negli USA prima dell’inizio del tour. Tuttavia, la cantante non ha ritenuto opportuno portare la tournée in Nord America dato il fatto che lì il suo catalogo musicale precedente era scarsamente conosciuto. Nonostante ciò, Kylie ha visitato comunque gli Stati Uniti con il tour annuale di Radio KIIS-FM “Jingle Ball”, portando in scena una versione ridotta del concerto, cantando soltanto i brani tratti da Fever con eccezione di Locomotion.
In Italia, il KylieFever2002 ha fatto tappa a Milano all’Unipol Forum di Assago (allora FilaForum). I prezzi dei biglietti variavano da 25 a 50 euro: 25€ per il secondo anello, 35€ per il parterre e 50€ per la tribuna gold. Il concerto è stato promosso dalla Barley Arts Promotion.

## Sviluppo

### Palco e scenografia
Lo show mantiene quell’aura minimalista e futuristica già sviluppata nella copertina dell’album e nei videoclip di Can't Get You Out of My Head, Love at First Sight e In Your Eyes. Si tratta del tour più elaborato e costoso realizzato allora dalla cantante, che ha giovato di un budget molto più ampio grazie al successo del tour precedente e delle ottime vendite riscosse dai nuovi singoli e dall’album Fever. 
Il palco, realizzato dalla ditta Total Fabrications, si modula in una sezione principale, al centro della quale torreggia un gruppo di scalinate e su cui pendono 5 maxi schermi mobili, e si estende poi in una lunga passerella che va a formare una “k” nello stesso font utilizzato per il logo del disco. Le coreografie del tour sono invece state affidate a Rafael Bonachela.

### Sponsor
Il KylieFever2002 è stato il primo tour della cantante ad essere sponsorizzato, ovvero da Evian (in Regno Unito e Germania), da Vodafone (solo in UK) e dalla Ford StreeKa (in Europa e UK) - di cui Kylie era testimonial quell'anno, con uno spot pubblicitario girato in Italia. Durante i concerti inglesi, Evian distribuiva gratuitamente bottigliette d’acqua con la sigla “kylie” al posto del tradizionale nome del brand sul logo, mentre Vodafone metteva in palio i biglietti del concerto con la possibilità di incontrare la popstar nel backstage. I fortunati vincitori ricevevano la comunicazione con una chiamata dalla stessa Minogue.

### Merchandising
Per il KylieFever2002 è stata realizzata un'ampia gamma di prodotti merchandising, tra cui t-shirts, canotte (per £40.00), cartoline, glowsticks e poster. In aggiunta, è stato venduto un tour-book che si differenziava per il mercato europeo da una copertina oleografica e contenuto all'interno di una busta pluriball argento, mentre per il mercato australiano era disponibile in una semplice copertina grigia con al centro il logo "Kylie" disegnato da Tony Hung in argento lucido (che ha a sua volta progettato lo stesso libro). Sul retro, l'immagine di copertina dell'album Fever. Le fotografie contenute sono state scattate da Vincent Peters, Xevi Muntane, Lee Jenkins e Paulo Sutch.

### Costumi
Tutti i costumi del tour sono stati disegnati da Dolce & Gabbana, con i quali Kylie sancisce l’inizio di un sodalizio professionale che dura ormai da più di vent’anni. Gli accessori utilizzati sono sempre stati disegnati da D&G, che hanno giocato con il nome e le iniziali della cantante, apportandoli su orecchini, cinture, collane e cappelli. Ogni look dello spettacolo ha pertanto un accessorio "KM".
Oltre a Dolce & Gabbana, parte dei gioielli sono stati prodotti da Johnny Rocket, inclusa la collana con il ciondolo stiletto di Manolo Blahnik e la piastrina militare con la silhouette della cantante. Rocket ha infine creato "Kyborg", utilizzato nel primo numero dello show.
Durante tutto lo spettacolo, la cantante ha i capelli raccolti in tre trecce, talvolta arricchite da nastri argento.

## Critiche
La critica musicale accoglie benissimo il tour: L'Indipendent On Sunday lo descrive come «[...] una collisione di High Art e Pop Art, Stanley Kubrik incontra la stravaganza di Baz Luhrmann». mentre il The Observer dice che «Il tour è una perfetta incarnazione di Kylie: La Rigenerazione. Alcune canzoni come Spinning Around, Fever, Confide in Me sono un misto completo di hi-NRG Disco, elettronica sperimentale e puro pop».. Il noto quotidiano The Sun commenta «Il tutto è combinato per un evento spettacolare».

## Sinossi
ll concerto è stato concepito come un viaggio all'interno di diverse dimensioni temporali, esplorate in 7 atti tematici e un encore finale. Questi prendono il nome di: Silvanemesis, Droogie Nights, The Crying Game, Streetstyle, Sex in Venice, Cybertronica, VoodooInferno e Encore.
Silvanemesis: ambientato sul pianeta Terra in un futuro distante, in Silvanemisis l'umanità si è evoluta ad una razza di automi argentati che ha abbandonato qualsiasi emozione e fragilità fisica in favore della logica e di impianti cibernetici. Alla popstar spetterà la missione di portare ordine nel caos, restituendo ciò che è stato perduto. Si inizia con un interludio introduttivo sulle note di The Sound of Music (già interpretato dalla Minogue nel film Moulin Rouge!) durante il quale 13 ballerini vestiti da forme aliene discendono dal soffitto, preannunciando l'arrivo di Kylie, ora "cyber queen", che fa il suo ingresso in scena all'interno di un outfit metallico soprannominato "Kyborg". Liberatasi dal costume, la cantante rimane in un completo argento-brillantinato, composto da top, mini-gonna, alti stivali argento Jimmy Choo e lunghe manchette cromate, pronta per cantare Come Into My World. Nel 2003 la ditta di giocattoli "Jakks Pacific" ha commercializzato una bambola della cantante vestita col medesimo abbigliamento indossato durante questa performance. Il primo atto continua poi con un nuovo remix robotico di Shocked, seguito da Love at First Sight e chiuso da Fever, eseguita su un lettino ospedaliero metallico, in un outfit bianco simile a quello indossato nel video di Can't Get You Out of My Head. 
Le atmosfere sci-fi di Silvanemisis sono ispirate dai Cybermen di Doctor Who e dal Borg di Star Trek
Droogie Nights si svolge nell'Inghilterra di un futuro prossimo, in un mondo un cui i confini tra legge e ordine sono crollati: i ballerini sono ora uniti dalla sete di caos e anarchia. L'atto ha inizio con l'interludio Inno alla Gioia di Beethoven, la cui faccia appare sui 5 maxi-schermi presenti sul palco. Kylie ritorna quindi in scena per eseguire una nuova versione di Spinning Around, con performance e outfit a tema Arancia meccanica di Stanley Kubrick.
The Crying Game, ispirato alla Hollywood degli anni '40 e ai film noir, racconta la storia di una star che ha amato e ha poi perduto il suo innamorato, per cui i riflettori sono rimasti la sua unica "casa". L'atto comincia con un intermezzo parlato di Where Is the Feeling?. La Minogue riemerge quindi sul palco intonando il brano The Crying Game di Boy George. Continua poi con un medley di Put Yourself in My Place, Finer Feelings e Dangerous Game, per poi riprendere nuovamente The Crying Game, in una pioggia di petali di rosa.
Durante l'atto, Kylie indossa un abito-corsetto nero allacciato sui lati, con un lungo strascico di seta, abbinato a dei sandali di Christian Louboutin. Il tema che viene esplorato è quello della perdita, della solitudine, dell'amore impossibile e di come spesso queste siano conseguenze dirette della fama. Ciò è qualcosa che la Minogue ha sperimentato sulla propria pelle, considerando la morte per suicidio nel 1997 del suo ex fidanzato Michael Hutchence, leader del gruppo INXS.
Più in generale, William Baker nel libro Kylie: La La La ha dichiarato che il medley, e la scelta di cantare The Crying Game, sia in realtà un omaggio rivolto al pubblico gay della cantante; non a caso, sui maxi-schermi sono proiettate le immagini di uomini che piangono, in relazione al pensiero diffuso per cui gli uomini non debbano piangere in quanto questo sinonimo di fragilità.
Streetstyle è invece ambientato a Buffalo nel 1982 e ispirato alla nuova collisione tra musica e stile che emerge dalla scena underground newyorkese, in cui il genere hip-hop prende il sopravvento in America, ove la disco-music è ormai scomparsa. I graffiti di Keith Haring e Jean-Michel Basquiat mappano lo sfondo in cui il dj è la nuova rockstar degli anni ottanta e il cui sound è influenzato dalle pratiche di "scratching" e "sampling", tipiche di Afrika Bambaataa e Grandmaster Flash.
GBI (German Bold Italic), il duetto della cantante con Tōwa Tei, funge da interludio tra questo e l'atto precedente. Un ballerino-acrobata appare quindi sul palco disegnando graffiti su un maxischermo mentre Kylie, con un outfit da poliziotta sexy ispirato ai poster promozionali del film Il portiere di notte, canta una versione hip-hop di Confide In Me. Durante la performance, il ballerino graffitaro, che rappresenta un ragazzo di strada, rimane sedotto dall'autorità della poliziotta che, a sua volta, è costretta ad abbandonare i propri ideali e a partecipare alle "street gangs" di Cowboy Style. Kylie esegue il brano liberandosi della camicia per rimanere con una canotta a rete, sulla quale compare la scritta "Slim Lady" (in omaggio a Eminem, autoproclamatosi The Real Slim Shady nel suo brano omonimo). L'atto si chiude con l'esibizione di Kids in duetto con le due coriste.
Sex in Venice si colloca nella Venezia della fine del XVIII secolo. Mentre si diffonde in tutta Europa l'Età della Ragione, i salotti dei ricchi e politicamente scorretti diventano i forum di dibattito sulla natura mutevole dei tempi. A questi incontri non possono che presiedere anche le cortigiane, che si fanno valere tra i personaggi dell'ebolliente città del mistero, ove sotto il velo della notte la temperatura si fa più calda. Ed è proprio nelle vesti di una concubina glamour che la Minogue ritorna in scena per la performance di On A Night Like This. Segue una nuova versione cabaret di Locomotion e si termina con il "Latin Medley" composto da In Your Eyes, Please Stay e Rhythm of the Night. Durante tutto questo segmento, i ballerini vestono corpetti, collant, intimo leopardato e tacchi vertiginosi. La scenografia è invece ispirata all'atelier boudoir milanese degli stilisti Dolce e Gabbana.
Cybertronica: la popstar è catapultata nei corridoi che attraversano l'universo del Cyberspazio, in una dimensione temporale alternativa, in cui passato, presente e futuro coesistono. I colori sono eterei e accecanti, legati da suoni elettronici che mantengono questo universo in equilibrio. Il viaggio iniziato con Silvanemisis approda quindi verso l'ultima frontiera. La sezione comprende la performance di Limbo, Light Years in medley con I Feel Love di Donna Summer e una versione totalmente re-immaginata di I Should Be So Lucky in chiave futuristica, che include ora elementi di Dreams. Kylie indossa un look composto da pantaloni cargo a vita bassa bianchi e neon che rivelano un perizoma, top fucsia e scarpe rosa shocking abbinati ad accessori fluorescenti, mentre i ballerini interpretano creature di puro suono e luce che si muovono a velocità oltre l'immaginazione.
VoodooInferno è l'ultimo segmento dello show ed è ambientato su un'isola del Pacifico meridionale ove svetta un enorme vulcano che nasconde un immenso potere che sta per essere liberato. Inizia con un interludio a percussioni al termine del quale la Minogue riemerge sul palco per cantare Burning Up, mentre torreggia dall'alto di una piattaforma indossando una gonna "vulcanica", al di sotto della quale si nasconde l'intero corpo di ballo che progressivamente si libera. L'outfit si ispira ad uno molto simile realizzato da Keith Haring per un’esibizione di Grace Jones. Kylie conclude quindi il set con Better the Devil You Know, in un mini-dress nero, con una performance dal gusto tribale - africano.
Encore: a chiudere definitivamente lo spettacolo è l'esibizione di Can't Get You Out of My Head, nel suo remix Can’t Get Blue Monday Out of My Head. Dopo aver vestito i panni di una principessa spaziale, di una diva hollywoodiana, di una poliziotta, di una cortigiana e poi ancora di una divinità voodoo, Kylie è finalmente se stessa con un look total white composto da gilet, cappello, pantaloni cargo e stiletto giallo banana. L'outfit è stato scelto dalla cantante dopo averlo visto alla sfilata di Dolce & Gabbana durante la Milano Fashion Week del marzo 2002, a cui ha presenziato insieme a William Baker. Si tratta di una collezione ispirata in gran parte all’eleganza pastorale siciliana, in cui l’abbigliamento da lavoro è reso fascinoso, mescolando l’universo maschile con quello femminile.

## Il tour in Italia
Kylie porta un suo tour per la prima volta in Italia il 18 giugno 2002 a Milano, ultima data europea dopo 37 concerti e circa 400 000 spettatori, riscuotendo critiche e recensioni positive, però vendendo nel Bel Paese solamente 5 000 biglietti.
Lo stilista Stefano Gabbana ha organizzato assieme al collega Domenico Dolce un after-party (dopo il concerto milanese) per celebrare la fine della prima leg del tour per l’amica Kylie. La festa si è tenuta allo Spazio Antologico di Milano ed è stata pensata come una specie di baccanale in stile antica Roma, per la quale erano stati fatti arrivare appositamente da Cinecittà fondali, statue, vasche e costumi vari. All'ingresso, gli invitati sono stati accolti da una baccante seminuda affondata in una conchiglia con due quintali di uva cilena, offerta a tutti. All'interno, un giardino d'inverno con 25 ulivi, trapezisti sospesi nel vuoto, 45 ballerini diretti dal coreografo Luca Tommassini (che aveva precedentemente lavorato con la Minogue per l'On A Night Like This Tour) e varie vasche colme di schiuma nelle quali fanno il bagno conturbanti «Poppee». Su uno schermo, le immagini del film Caligola di Tinto Brass.
Da copione, uno spettacolare ingresso della Minogue sulla biga del film Ben-Hur trainata da 6 "schiavi" egiziani. Kylie viene deposta ai piedi di una fontana romana i cui zampilli si alzano a raggiungere l'altezza di cinque metri, mentre l'artista, bardata con un outfit a tema romano ma reinterpretato in chiave moderna (sempre Dolce & Gabbana), intona Can't Get You Out of My Head. L'outfit, insieme a tutti quelli indossati durante il tour, vennero successivamente esposti alla mostra Kylie: The Exhibition.
L’invito alla festa era una t-shirt con il logo “Dolce & Gabbana x Kylie” che tutti gli invitati dovevano obbligatoriamente indossare per accedere all’evento. Tra i molti ospiti speciali presenti al party vi erano Naomi Campbell, Simona Ventura, Gabriele Muccino, Paola Barale, Rosita Celentano, Omar Pedrini, e Paola e Chiara.
Alcune clip della festa sono state incluse nel documentario Feel The Fever.

## Scaletta
Atto I: SILVANEMISIS
- Intro: The Sound of Music

1. Come Into My World
2. Shocked (contiene elementi di Madskillz-Mic Chekka)
3. Love at First Sight
4. Fever

Atto II: DROOGIE NIGHTS
- Interludio: Symphony No. 9, Op. 125 (Ode to Joy)

1. Spinning Around (contiene elementi di September)

Atto III: THE CRYING GAME
- Interludio: Where Is the Feeling? (interludio parlato)

1. The Crying Game (cover di Boy George)
2. Put Yourself in My Place
3. Medley: Finer Feelings / Dangerous Game / The Crying Game (reprise)

Atto IV: STREETSTYLE
- Interludio: GBI (German Bold Italic)

1. Confide in Me
2. Cowboy Style (contiene elementi di Duble Dutch Bus, Duble Dutch, Buffalo Girls e The Real Slim Shady)
3. Kids

Atto V: SEX IN VENICE
1. On A Night Like This
2. The Loco-Motion
3. Latin Medley: In Your Eyes / Please Stay / Rhythm of the Night / In Your Eyes (reprise)

Atto VI: CYBERTRONICA
- Interludio: Cybertronica

1. Limbo
2. Light Years (contiene elementi di I Feel Love di Donna Summer)
3. I Should Be So Lucky (contiene elementi di Dreams)

Atto VII: VOODOOINFERNO
1. Burning Up
2. Better the Devil You Know

ENCORE
1. Can’t Get Blue Monday Out of My Head (contiene elementi di Blue Monday)

### Variazioni alla scaletta
1. Durante il concerto a Francoforte sul Meno, Kylie ha intonato a cappella la versione con lyrics in tedesco di Your Disco Needs You.[19]
2. Per celebrare l’ultimo spettacolo del tour, a Melbourne la cantante ha eseguito Koocachoo dopo Better the Devil You Know.[20]

### Concept originale della scaletta
Durante le fasi preliminari di progettazione del tour, il primo atto si sarebbe dovuto inizialmente chiamare “Barbarella Now”, in omaggio all’omonimo film del 1968 Barbarella, mentre la seconda sezione dello show si sarebbe dovuta intitolare “Clockwood Orange”, essendo ispirata proprio al film Arancia meccanica.
Erano inoltre previste delle canzoni aggiuntive che, per ragioni di scarso tempo durante le prove del tour, sono state scartate dalla scaletta ufficiale. Queste erano: More More More, dopo Spinning Around, Never too Late, come primo numero della sezione Cybetronica, e What Do I Have to Do o Step Back in Time dopo Limbo. Era infine stata anche ipotizzata la performance di Bad di Michael Jackson nell’atto Street Style.

## Registrazioni e broadcasting
Il concerto di Manchester del 4 maggio 2002 è stato trasmesso in diretta web su MSN e successivamente editato e distribuito in formato DVD con il titolo di KylieFever2002: Live in Manchester (commercializzato anche in Italia). ln aggiunta al concerto, il DVD contiene anche il documentario Feel The Fever che segue il dietro le quinte del tour a partire dall’ultimo spettacolo europeo (quello di Milano, con annesso after-party) a cui seguono le clip che ripercorrono l’uscita dell’album Fever e la realizzazione del tour. Sono inoltre inclusi come contenuti bonus foto esclusive e i background video utilizzati durante il concerto per Cowboy Style, Light Years, I Should Be So Lucky e Burning Up. Una versione limitata deluxe del cofanetto (venduto in una custodia oleografica simile a quella del tour-book) include anche il CD audio del concerto con una selezione ridotta dei brani eseguiti.
Per celebrare i vent'anni dall'uscita di Fever, il 16 ottobre 2021 la Minogue ha reso disponibile sul suo canale YouTube l'intero concerto di Manchester.

## Date
| Europa         |                   |             |                             |
| Data           | Città             | Paese       | Luogo                       |
| 26 aprile 2002 | Cardiff           | Galles      | Cardiff International Arena |
| 27 aprile 2002 | Cardiff           | Galles      | Cardiff International Arena |
| 28 aprile 2002 | Cardiff           | Galles      | Cardiff International Arena |
| 29 aprile 2002 | Cardiff           | Galles      | Cardiff International Arena |
| 1º maggio 2002 | Manchester        | Inghilterra | Evening News Arena          |
| 2 maggio 2002  | Manchester        | Inghilterra | Evening News Arena          |
| 3 maggio 2002  | Manchester        | Inghilterra | Evening News Arena          |
| 4 maggio 2002  | Manchester        | Inghilterra | Evening News Arena          |
| 6 maggio 2002  | Birmingham        | Inghilterra | National Exhibition Centre  |
| 7 maggio 2002  | Birmingham        | Inghilterra | National Exhibition Centre  |
| 8 maggio 2002  | Birmingham        | Inghilterra | National Exhibition Centre  |
| 9 maggio 2002  | Birmingham        | Inghilterra | National Exhibition Centre  |
| 11 maggio 2002 | Manchester        | Inghilterra | Evening News Arena          |
| 12 maggio 2002 | Manchester        | Inghilterra | Evening News Arena          |
| 14 maggio 2002 | Sheffield         | Inghilterra | Sheffield Arena             |
| 15 maggio 2002 | Sheffield         | Inghilterra | Sheffield Arena             |
| 17 maggio 2002 | Glasgow           | Scozia      | SECC                        |
| 18 maggio 2002 | Glasgow           | Scozia      | SECC                        |
| 19 maggio 2002 | Glasgow           | Scozia      | SECC                        |
| 21 maggio 2002 | Newcastle         | Inghilterra | Newcastle Arena             |
| 22 maggio 2002 | Newcastle         | Inghilterra | Newcastle Arena             |
| 24 maggio 2002 | Londra            | Inghilterra | Wembley Arena               |
| 25 maggio 2002 | Londra            | Inghilterra | Wembley Arena               |
| 26 maggio 2002 | Londra            | Inghilterra | Wembley Arena               |
| 27 maggio 2002 | Londra            | Inghilterra | Wembley Arena               |
| 30 maggio 2002 | Stoccolma         | Svezia      | Hovet                       |
| 31 maggio 2002 | Oslo              | Norvegia    | Oslo Spectrum               |
| 1º giugno 2002 | Copenaghen        | Danimarca   | Forum København             |
| 3 giugno 2002  | Monaco di Baviera | Germania    | Olympiahalle                |
| 4 giugno 2002  | Vienna            | Austria     | Vienna Gasometer            |
| 6 giugno 2002  | Zurigo            | Svizzera    | Hallenstadion               |
| 8 giugno 2002  | Berlino           | Germania    | Velodrom                    |
| 9 giugno 2002  | Amburgo           | Germania    | Sporthalle                  |
| 11 giugno 2002 | Francoforte       | Germania    | Festhalle                   |
| 12 giugno 2002 | Rotterdam         | Paesi Bassi | Ahoy                        |
| 13 giugno 2002 | Oberhausen        | Germania    | Arena Oberhausen            |
| 15 giugno 2002 | Parigi            | Francia     | Bercy                       |
| 18 giugno 2002 | Milano            | Italia      | FilaForum                   |
| Oceania        |                   |             |                             |
| 2 agosto 2002  | Sydney            | Australia   | Sydney Entertainment Centre |
| 3 agosto 2002  | Sydney            | Australia   | Sydney Entertainment Centre |
| 4 agosto 2002  | Sydney            | Australia   | Sydney Entertainment Centre |
| 6 agosto 2002  | Sydney            | Australia   | Sydney Entertainment Centre |
| 7 agosto 2002  | Sydney            | Australia   | Sydney Entertainment Centre |
| 8 agosto 2002  | Sydney            | Australia   | Sydney Entertainment Centre |
| 9 agosto 2002  | Sydney            | Australia   | Sydney Entertainment Centre |
| 11 agosto 2002 | Melbourne         | Australia   | Rod Laver Arena             |
| 12 agosto 2002 | Melbourne         | Australia   | Rod Laver Arena             |
| 14 agosto 2002 | Melbourne         | Australia   | Rod Laver Arena             |
| 15 agosto 2002 | Melbourne         | Australia   | Rod Laver Arena             |
| 16 agosto 2002 | Melbourne         | Australia   | Rod Laver Arena             |

### Cancellazioni
| Data           | Città      | Stato  | Luogo                         | Causa              |
| Europa         | Europa     | Europa | Europa                        | Europa             |
| -------------- | ---------- | ------ | ----------------------------- | ------------------ |
| 20 giugno 2002 | Barcellona | Spagna | Pabellón Olímpico de Badalona | Sciopero nazionale |

## Personale
- Design e Regia: William Baker e Alan McDonald
- Produttori esecutivi: Terry Blamey e Kylie Minogue
- Regia video: Chris Keating
- Management: Terry Blamey
- Direttore musicale: Steve Anderson
- Arrangiamenti musicali: Steve Anderson e Andrew Small
- Coreografo: Rafael Bonacela
- Assistente coreografa: Amy Hollingsworth
- Tour Manager: Sean Fitzpatrick
- Tour Production Manager: Steve Martin
- Costumi: Dolce & Gabbana
- Costumi dei ballerini: Dolce & Gabbana, Stevie Stewart, Mrs. Jones, Vintage Vivienne Westwood, Edward Griffith, Sandy Gordon, Eric Holah e Dean Bright
- Make Up: MAC Cosmetics
- Luci: Vince Foster
- Regia musicale/batteria: Andrew Small
- Tastiere: Steve Turner
- Basso: Chris Brown
- Chitarra: James Hayto
- Coriste: Lurine Cato e Sherina White
- Turntables e scratching: DJ Ziggy
- Acrobata: Terry Kvasnik
- Capitano dei ballerini: Tim Noble
- Ballerini: Pia Driver, Patti Hines, Milena Mancini, Alec Mann, Jason Piper, Adam Pudney, Emma Ribbing, Alicia Herrero Simon, Andile E Sotiya, Melanie Teall e Rod Buchanan